# Montagny-les-Lanches
Montagny-les-Lanches és un municipi francès situat al departament de l'Alta Savoia i a la regió d'Alvèrnia-Roine-Alps. L'any 2007 tenia 535 habitants.

## Demografia

### Població
El 2007 la població de fet de Montagny-les-Lanches era de 535 persones. Hi havia 196 famílies de les quals 40 eren unipersonals (16 homes vivint sols i 24 dones vivint soles), 48 parelles sense fills, 92 parelles amb fills i 16 famílies monoparentals amb fills.
La població ha evolucionat segons el següent gràfic:
Habitants censats

### Habitatges
El 2007 hi havia 221 habitatges, 196 eren l'habitatge principal de la família, 6 eren segones residències i 19 estaven desocupats. 186 eren cases i 33 eren apartaments. Dels 196 habitatges principals, 154 estaven ocupats pels seus propietaris, 32 estaven llogats i ocupats pels llogaters i 10 estaven cedits a títol gratuït; 3 tenien una cambra, 12 en tenien dues, 23 en tenien tres, 29 en tenien quatre i 129 en tenien cinc o més. 179 habitatges disposaven pel capbaix d'una plaça de pàrquing. A 60 habitatges hi havia un automòbil i a 124 n'hi havia dos o més.

### Piràmide de població
La piràmide de població per edats i sexe el 2009 era:
| Homes | Edats   | Dones |
| ----- | ------- | ----- |
| 0     | 95 o +  | 0     |
| 0     | 90 a 94 | 0     |
| 2     | 85 a 89 | 3     |
| 1     | 80 a 84 | 2     |
| 3     | 75 a 79 | 7     |
| 8     | 70 a 74 | 5     |
| 9     | 65 a 69 | 7     |
| 11    | 60 a 64 | 11    |
| 11    | 55 a 59 | 11    |
| 12    | 50 a 54 | 14    |
| 13    | 45 a 49 | 14    |
| 16    | 40 a 44 | 17    |
| 9     | 35 a 39 | 11    |
| 17    | 30 a 34 | 14    |
| 13    | 25 a 29 | 10    |
| 7     | 20 a 24 | 7     |
| 16    | 15 a 19 | 13    |
| 12    | 10 a 14 | 17    |
| 20    | 5 a 9   | 9     |
| 11    | 0 a 4   | 11    |

## Economia
El 2007 la població en edat de treballar era de 353 persones, 279 eren actives i 74 eren inactives. De les 279 persones actives 265 estaven ocupades (140 homes i 125 dones) i 14 estaven aturades (7 homes i 7 dones). De les 74 persones inactives 28 estaven jubilades, 33 estaven estudiant i 13 estaven classificades com a «altres inactius».

### Ingressos
El 2009 a Montagny-les-Lanches hi havia 193 unitats fiscals que integraven 546,5 persones, la mediana anual d'ingressos fiscals per persona era de 21.909 €.

### Activitats econòmiques
Dels 23 establiments que hi havia el 2007, 2 eren d'empreses de fabricació d'altres productes industrials, 5 d'empreses de construcció, 8 d'empreses de comerç i reparació d'automòbils, 1 d'una empresa de transport, 2 d'empreses d'hostatgeria i restauració, 1 d'una empresa financera, 3 d'empreses de serveis i 1 d'una empresa classificada com a «altres activitats de serveis».
Dels 4 establiments de servei als particulars que hi havia el 2009, 1 era una fusteria, 2 electricistes i 1 restaurant.
L'any 2000 a Montagny-les-Lanches hi havia 10 explotacions agrícoles que ocupaven un total de 375 hectàrees.

## Equipaments sanitaris i escolars
El 2009 hi havia una escola elemental.

## Poblacions més properes
El següent diagrama mostra les poblacions més properes.